# Patania mundalis
Patania mundalis is een vlinder uit de familie van de grasmotten (Crambidae). De wetenschappelijke naam van de soort is voor het eerst gepubliceerd in 1901 door Richard South.
De soort komt voor in China (Hubei).